# سوسنووکا (استان اشوی‌داشکسیه)
سوسنووکا (به لهستانی: Sosnówka) یک منطقهٔ مسکونی در لهستان است که در گمینا نووا سووپیا واقع شده‌است. سوسنووکا ۶۶۰ نفر جمعیت دارد.